# Campeonato Sergipano de Futebol de 1922
O Campeonato Sergipano de Futebol de 1922 foi a 4º edição da divisão principal do campeonato estadual de Sergipe. O campeão foi o Sergipe que conquistou seu 1º título na história da competição.

## Premiação
| Campeonato Sergipano de 1922 |
| Aracaju                      |
| ---------------------------- |
| Sergipe Campeão (1º título)  |